# Metamynoglenes gracilis
Metamynoglenes gracilis är en spindelart som beskrevs av A. David Blest 1979. Metamynoglenes gracilis ingår i släktet Metamynoglenes och familjen täckvävarspindlar. Inga underarter finns listade i Catalogue of Life.